# Stanisław Cebula (profesor)
Stanisław Cebula (ur. 29 maja 1947 w Gołkowicach Górnych, zm. 15 stycznia 2022) – polski profesor nauk rolniczych, specjalista w zakresie warzywnictwa.

## Życiorys
Swoją karierę naukową związał z Akademią Rolniczą im. Hugona Kołłątaja w Krakowie (od 2008 r. Uniwersytet Rolniczy). Tam w 1973 r. ukończył studia ogrodnicze, a 1979 r. na Wydziale Ogrodniczym obronił pracę doktorską pt. Dobór odmian, stanowisk i terminów uprawy grochu zielonego oraz kalafiora jako poplonu dla warunków podgórskich, przygotowaną pod kierunkiem prof. Tadeusza Wojtaszka. Na tymże wydziale habilitował się w 1989 r. na podstawie pracy zatytułowanej Wpływ cięcia i rozstawy na niektóre procesy wegetatywne i generatywne roślin papryki słodkiej (Capsicum annuum L.) w uprawie szklarniowej. W 1996 r. uzyskał tytuł profesora nauk rolniczych.
Był profesorem zwyczajnym oraz pełnił funkcję kierownika Katedry Roślin Warzywnych i Zielarskich. Był zastępcą przewodniczącego Komitetu Zagospodarowania Ziem Górskich PAN, a także członkiem: Komitetu Nauk Ogrodniczych PAN, Komisji Dyscyplinarnej dla Nauczycieli Akademickich przy RGNiSW i Sekcji III - Nauk Biologicznych, Rolniczych, Leśnych i Weterynaryjnych Centralnej Komisji do Spraw Stopni i Tytułów.
Był prezesem Polskiego Towarzystwa Nauk Ogrodniczych.
Zmarł 15 stycznia 2022.